# NGC 2751

NGC 2751 (другие обозначения — MCG 3-23-37, ZWG 90.71, PGC 25517) — спиральная галактика в созвездии Рака. Открыта Альбертом Мартом в 1864 году.
Галактика взаимодействует в паре с NGC 2749.
Этот объект входит в число перечисленных в оригинальной редакции «Нового общего каталога».